# Interstellar Overdrive
Interstellar Overdrive – utwór muzyczny brytyjskiego zespołu rockowego Pink Floyd, napisany przez grupę w roku 1966. Pochodzi z wydanej w 1967 roku debiutanckiej płyty The Piper at the Gates of Dawn. Wcześniejsza, jeszcze dłuższa wersja nagrana została na potrzeby filmu Tonite Let’s All Make Love in London, który ukazał się w tym samym roku. Inne wersje kompozycji pojawiają się też na różnych nagraniach bootlegowych.

## Utwór
Obok odrobinę wcześniejszego utworu East-West zespołu Paul Butterfield Blues Band, Interstellar Overdrive była jedną z pierwszych psychodelicznych improwizacji instrumentalnych nagranych przez zespół rockowy. Była też postrzegana jako jedno z pierwszych podejść Pink Floyd do gatunku space rock (wraz z inną kompozycją z tej samej płyty, Astronomy Domine), chociaż sami członkowie zespołu nie zgadzali się nigdy z taką klasyfikacją. Mimo zdecydowanej dominacji w koncertowym repertuarze grupy za czasów pierwszego lidera, Syda Barretta, ta długa, rozimprowizowana i formalnie otwarta kompozycja nie jest w żaden sposób reprezentatywna dla całej zarejestrowanej twórczości grupy. Jak stwierdził perkusista Nick Mason w swej książce Pink Floyd. Moje wspomnienia, wykonania Interstellar Overdrive na żywo zawierały wiele części nieznanych z albumu, i trwały często nawet po dwadzieścia minut i więcej. W czasach, gdy zespół grywał w londyńskich klubach undergroundowych, utwór ten często otwierał występ. Zajmował też poczesne miejsce w repertuarze koncertowym Pink Floyd, włączając w to bisy, do roku 1970, kiedy to został z niego usunięty.
Na portalu Rate Your Music określono go jako reprezentującego m.in. gatunki rock psychodeliczny, Space rock, rock eksperymentalny i krautrock.

## Kompozycja utworu
Motyw otwierający utwór to zniekształcony, schodzący riff gitarowy, grany przez zespół unisono. Następnie riff przekształca się w improwizację zawierającą przejścia modalne, perkusyjne zawijasy wygrywane na organach Farfisa, i ciche interludia. Utwór sukcesywnie staje się coraz bardziej astrukturalny i pozbawiony jednolitego tempa, wyznaczanego jedynie przez dziwaczne dźwięki wygrywane na gitarze. Jednak ostatecznie cały zespół powraca do głównego tematu, który jest powtarzany w narastającym tempie i z bardziej zaplanowaną częstotliwością aż do zakończenia utworu.
Riff z Interstellar Overdrive powstał przypadkowo, kiedy ówczesny menedżer zespołu, Peter Jenner, próbował zanucić Sydowi piosenkę, której do końca nie pamiętał (najczęściej uznaje się, że chodziło tu o cover utworu My Little Red Book nagrany przez zespół Love). Barrett dołączył do jego nucenia ze swoją gitarą, po czym użył uzyskanego motywu jako podstawowego w swej nowej kompozycji. Roger Waters powiedział też kiedyś Barrettowi, że riff ten przypomina mu motyw wiodący z brytyjskiej komedii Steptoe and Son. Utwór zarejestrowano 16 marca 1967 z nakładkami w czerwcu tego roku. Ta studyjna wersja utworu pojawia się także na dwóch oficjalnych kompilacjach zespołu – Relics i A Nice Pair.

## Wersje alternatywne i wykonywane na koncertach
Studyjna wersja utworu z płyty The Piper at the Gates of Dawn jest najlepiej znana słuchaczom, jednak zachowało się też kilka innych, nagrywanych zarówno w studiach, jak i na scenie. Wcześniejsze, szesnastominutowe wykonanie (nagrane na potrzeby filmu Tonite Let’s All Make Love in London w styczniu 1967) zawiera na przykład bardziej kinetyczne podejście do pierwszych części utworu, chociaż rozpatrywane jako całość jest zapewne nieco bardziej nużące. Można je znaleźć na albumie London 1966/1967.
Jest także całe mrowie bootlegowych nagrań koncertowych – zarejestrowanych zarówno z Sydem Barrettem w składzie, jak i już po jego odejściu – pokazujących jak improwizowano w trakcie wykonywania tego utworu, jak zmieniano jego aranżację podczas niemal każdego koncertu. Jeden z występów na przykład dla BBC, część środkowa jest zupełnie inna niż w wersji studyjnej i zawiera dramatycznie narastającą melodię graną na organach oraz gitary zawodzące z „demonicznym” efektem. Podczas występów z 1969 i 1970 w finale utworu można usłyszeć Davida Gilmoura grającego na swojej gitarze nieco wolniej i spokojniej, niż zwykł to był robić Syd Barrett.
Podobno szczególna wersja Interstellar Overdrive została odrzucona przy produkcji albumu koncertowego Ummagumma. Taśmy z tym występem mogą wciąż istnieć. W 1969 do Pink Floyd podczas wykonywania Interstellar Overdrive podczas Actuel Festival w Amougies w Belgii dołączył Frank Zappa.
Covery tej piosenki nagrało także wielu innych artystów, m.in. Particle, Hawkwind, Camper Van Beethoven, Melvins, Pearl Jam i The Mars Volta.
John Frusciante w niedawnym wywiadzie udzielonym radiu The End w Seattle wspomniał, że w noc śmierci Syda Barretta Red Hot Chili Peppers zakończyło swój występ wykonaniem Interstellar Overdrive.
The Mars Volta włączyło utwór do swojego repertuaru koncertowego, jako wyraz hołdu dla Barretta.

## Wykonawcy
- Syd Barrett – gitara
- Richard Wright – instrumenty klawiszowe
- Roger Waters – bas, wokal
- Nick Mason – perkusja